# Proceratophrys rotundipalpebra
Proceratophrys rotundipalpebra es una especie de anfibio anuro de la familia Odontophrynidae.

## Distribución geográfica
Esta especie es endémica de Goiás en Brasil. 
Se encuentra en Pozo Encantado, Chapada dos Veadeiros, Municipalidad de Teresina de Goiás a 820 m sobre el nivel del mar.

## Publicación original
- Martins & Giaretta, 2013 : Morphological and acoustic characterizastion of Proceratophrys goyana (Lissamphibia: Anura: Odontophrynidae), with the description of a sympatric and related new species. Zootaxa, n.º 3750, p. 301-320.[2]